# Bengt Jönsson

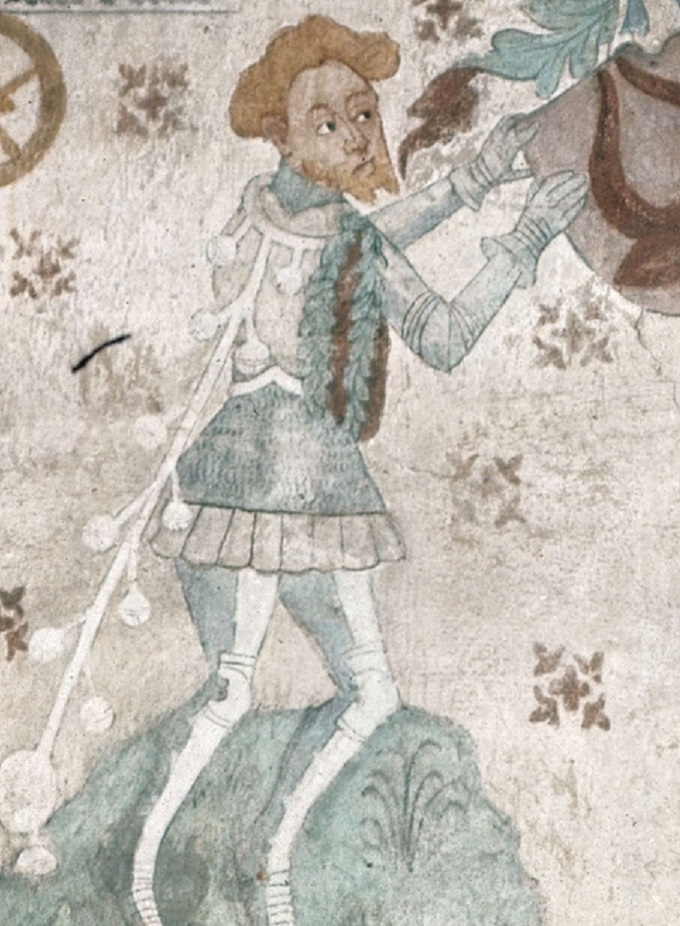
Esto es parte del fresco que representa a Bengt Jönsson Oxenstierna.

Bengt Jönsson (principios de la década de 1390 - 1449 o 1450). Regente de Suecia en 1448. Fue también lagman y miembro del consejo del reino. Pertenecía a la familia que después tomaría el nombre de Oxenstierna.
En 1436 ingresó al consejo del reino, y en 1439 comenzó a fungir como lagman en la provincia de Uppland. En 1441, durante la coronación del rey Cristóbal obtuvo la dignidad de caballero. A la muerte del rey en 1448 fue designado, junto con su hermano Nils, para ocupar la regencia hasta que se eligiera nuevo monarca. Sólo gobernó de enero a junio de ese año. La elección favoreció a Carlos Knutsson y desde el principio el reinado de éste contaría con la oposición de los Oxenstierna. El rey intentó limitar el campo de acción política de Bengt y a sus seguidores, quienes se inclinaron hacia el restablecimiento de una unión con Dinamarca, favoreciendo a la monarquía danesa.
Bengt murió alrededor de 1450; su hijo, Jöns Bengtsson, lograría expulsar a Carlos Knutsson del trono.
| Predecesor: Cristóbal I (rey) | Corregente de Suecia (con Nils Jönsson) 1448 | Sucesor: Carlos VIII (rey) |

- Datos: Q2425529
- Multimedia: Bengt Jönsson Oxenstierna / Q2425529